# Hyllisia stenideoides
Hyllisia stenideoides is een keversoort uit de familie van de boktorren (Cerambycidae). De wetenschappelijke naam van de soort werd voor het eerst geldig gepubliceerd in 1864 door Francis Polkinghorne Pascoe.
Dit is de typesoort van het geslacht Hyllisia; ze werd verzameld in Natal (Zuid-Afrika).